# Zefirino Agostini
Zefirino Agostini (24. září 1813, Verona – 6. dubna 1896, tamtéž) byl italský římskokatolický kněz, zakladatel kongregace Uršulinek, dcer Marie Neposkvrněné. Katolická církev jej uctívá jako blahoslaveného.

## Život
Narodil se ve Veroně dne 24. září 1813 jako nejstarší syn Antoniu Agostinimu a Angele Frattini. Ještě před dosažením jednoho roku mu zemřel otec. Dětství poté strávil u svých prarodičů z otcovy strany ve vesnici Terrossa u Verony, kde se naučil číst a psát.
V osmnácti letech zahájil svá kněžská studia. Jedním z jeho učitelů byl kněz Nicola Mazza. Dne 11. března 1837 přijal kněžské svěcení z rukou veronského biskupa Giuseppeho Grassera. Roku 1845 byl poslán do farnosti při kostele Santi Nazario e Celso ve Veroně, kam byl ustanoven 29. června téhož roku. Stal se zde poté farářem.
Ve své farnosti zavedl řadu programů mimoškolní péče o dívky a také se staral o výuku náboženství žen. Oživil zde ženskou oratoř pod patronátem sv. Angely Merici a podporoval skupinu žen žijících v komunitě, ze které vznikla jím založená ženská řeholní kongregace Uršulinek, dcer Marie Neposkvrněné. Posláním členek kongregace, která se rychle rozšiřovala, bylo péči o vzdělávání dívek v oblasti. Dne 2. listopadu 1856 otevřel první školu pro chudé dívky, kterou poté spravovaly členky jím založené kongregace.
Zemřel dne 6. dubna 1868 ve Veroně.

## Úcta
Dne 22. ledna 1991 jej papež sv. Jan Pavel II. podepsáním dekretu o jeho hrdinských ctnostech prohlásil za ctihodného. Dne 6. dubna 1998 byl uznán zázrak na jeho přímluvu, potřebný pro jeho blahořečení.
Blahořečen pak byl dne 25. října 1998 na Svatopetrském náměstí papežem sv. Janem Pavlem II.
Jeho památka je připomínána 6. dubna. Bývá zobrazován v kněžském oděvu. Je patronem jím založené kongregace.